# Мильченко Артем Сергійович
Артем Сергійович Мильченко (нар. 22 липня 2000, Комсомольськ, Полтавська область, Україна) — український футболіст, центральний півзахисник клубу «Валміера».

## Життєпис
Народився в Комсомольську (нині — Горішні Плавні). Вихованець харківського «Металіста», у футболці якого з 2013 по 2016 рік виступав у ДЮФЛУ (з перервою влітку 2014 року, коле Артем виступав за «Гірник-Спорт» в юнацькому чемпіонаті Полтавської області). Напередодні старту сезону 2016/17 років перебрався до «Динамо», виступав за команду U-17 у ДЮФЛУ. У першій половині сезоні 2017/18 років перебував у заявці юнацької (U-19) команди киян. 
На початку березня 2018 року перебрався в «Зорю» (Л), де виступав спочатку переважно за юнацьку команду. Починаючи з сезону 2018/19 років грав переважно за молодіжку «мужиків». У сезонах 2019/20 та 2020/21 років по два рази потрапляв до заявки на матчі першої команди в Прем'єр-лізі України, але в усіх випадках залишався на лаві запасних.
У середині липня 2021 року підсилив «Гірник-Спорт». У футболці клубу з Горішніх Плавнів дебютував 24 липня 2021 року в програному (0:2) домашньому поєдинку 1-го туру Першої ліги України проти «Краматорська». Мильченко вийшов на поле в стартовому складі та відіграв увесь матч. Першим голом у дорослій кар'єрі відзначився 25 жовтня 2021 року на 9-ій хвилині переможного (2:1) виїзного поєдинку 15-го туру Першої ліги проти «ВПК-Агро». Артем вийшов на поле в стартовому складі та відіграв увесь матч, а на 26-ій хвилині отримав жовту картку. Загалом за сезон зіграв 18 ігор і забив 2 голи у Першій лізі.
У серпні 2022 року футболіст став гравцем «Львова». Дебютував за клуб 27 серпня 2022 року в матчі Прем'єр-ліги проти луганської «Зорі», вийшовши на поле у стартовому складі. Єдиний гол за клуб забив 9 квітня 2023 року в матчі проти клубу «Дніпро-1». Протягом усього сезону футболіст був одним із ключових гравців львівського клубу, проте закінчив чемпіонат на підсумковому останньому місці. Невдовзі футболіст залишив клуб, а «Львів» за підсумком було розформовано.
У серпні 2023 року футболіст офіційно приєднався до латвійського клубу «Валміера». Дебютував за клуб 2 вересня 2023 року в матчі проти клубу РФШ, вийшовши на заміну на 55 хвилині.